# КОМПАС
«КО́МПАС» (КОМПлекс Автоматизованих Систем конструкторсько-технологічного проєктування) — система автоматизованого проєктування та підготовки до виробництва російської фірми АСКОН.
Система КОМПАС-3D — інтерактивний графічний редактор з сучасним інтерфейсом, оснащений інструментальними засобами, які дозволяють створювати твердотілі об'єкти з використанням набору елементарних параметричних тіл (паралелепіпед, циліндр та ін.), а саме просторові твердотілі та каркасні моделі об'єктів (деталей, вузлів, виробів, будівель тощо) при виконанні проєктно-конструкторських, технологічних та дизайнерських робіт у машинобудуванні, приладобудуванні, будівництві, архітектурі.
КОМПАС-3D Viewer  — безкоштовна програма для перегляду та друку документів КОМПАСа.
Підтримує такі типи файлів: CDW, DWG, DXF та ін.

## Бібліотеки для системи КОМПАС

### Бібліотека анімації
Бібліотека анімації є стандартним застосунком для КОМПАС-3D. Вона працює з версіями КОМПАС-3D V8 і вище. Додаткових модулів (окрім самого КОМПАС-3D) для роботи додатку не потрібно. Бібліотека призначена для імітації руху (анімації) виробів, розроблених у системі тривимірного твердотілого моделювання КОМПАС-3D.
Бібліотека дозволяє
- Імітувати рухи складових частин виробу в процесі реальної роботи (можуть використовуватися сполучення деталей, що накладаються користувачем у процесі проєктування 3D-збірки). Для цих цілей
- Бібліотека дозволяє задавати як переміщення компонентів, так і їх обертальний рух.
- Автоматично перевіряти можливі колізії (зіткнення деталей) у процесі руху для виявлення помилок у проєктуванні.
- Наочно імітувати процес «розбирання-збірки» виробу для застосування в інтерактивному електронному технічному

керівництві.
- Створювати діаграму послідовних положень механізму — «кінограму» (набір послідовних кадрів у форматі *.frw — фрагмент КОМПАС-Графік).
- Записувати відеоролик руху у форматі *.avi. Відтворення можливе як на поточному кроці анімації, так і в цілому.

Анімація складається з послідовних кроків (рис.20.1). На кожному кроці можна задавати різні види руху деталей і параметри руху (швидкість, частота обертання, час). Сценарій процесу анімації зберігається в текстовому файлі стандартного XML-формату.
Бібліотека анімації не тільки значно підвищує якість проєктування виробів в цілому, його наочність і зручність, але також підсилює конкурентоспроможність підприємства на етапах виконання конкурсних
проектів.

### Бібліотека фотореалістики
Бібліотека призначена для створення фотореалістичного зображення тривимірної моделі деталі або збірки, спроєктованої в КОМПАС-3D. Бібліотека фотореалістики дає можливості для створення 244 ефектних зображень виробу і використання їх у презентаціях і рекламній документації. Для зручності роботи в бібліотеці реалізований режим інтерактивного рендерингу, що дозволяє здійснювати попереднє зображення моделі з текстурами, призначеними в сцені.
Матеріали:
- Вибір матеріалів з широкого списку вбудованої бібліотеки (різні види металів, дерева, каменя, пластика та багато інших).
- Налаштування властивостей матеріалу, як-от колір поверхні, що показує здатність, дзеркальність, прозорість, шорсткість і текстуру.
- Можливе призначення матеріалів збіркам, деталям, операціям і поверхням.
- Реалізований попередній перегляд матеріалів, сцени і джерел світла для зменшення часу отримання фотореалістичного зображення.

## КОМПАС в Україні
До 2017 року КОМПАС в Україні активно використовувався як у закладах освіти, так і на підприємствах, зокрема через дешевизну в порівнянні з AutoCAD та SolidWorks, а також через кращу підтримку стандартів ГОСТ, ДСТУ та ЕСКД.
У 2017 році було введено санкції, які заборонили продаж ліцензій на використання КОМПАС в Україні та використання КОМПАС у державних установах України.
З 2014 року у закладах освіти як альтернативу КОМПАС часто використовують вільні програми FreeCAD, LibreCAD та QCAD.